# Пюилубье
Пюилубье (фр. Puyloubier) — коммуна на юго-востоке Франции в регионе Прованс — Альпы — Лазурный Берег, департамент Буш-дю-Рон, округ Экс-ан-Прованс, кантон Тре.
Площадь коммуны — 40,85 км², население — 1671 человек (2006) с выраженной тенденцией к росту: 1860 человек (2012), плотность населения — 45,5 чел/км².

## Население
Население коммуны в 2011 году составляло 1845 человек, а в 2012 году — 1860 человек.
| 1962 | 1968 | 1975 | 1982 | 1990 | 1999 | 2006 | 2011 | 2012 |
| ---- | ---- | ---- | ---- | ---- | ---- | ---- | ---- | ---- |
| 630  | 692  | 798  | 1121 | 1317 | 1475 | 1671 | 1845 | 1860 |

Динамика населения:

## Экономика
В 2010 году из 1170 человек трудоспособного возраста (от 15 до 64 лет) 829 были экономически активными, 341 — неактивными (показатель активности 70,9 %, в 1999 году — 68,1 %). Из 829 активных трудоспособных жителей работали 746 человек (402 мужчины и 344 женщины), 83 числились безработными (41 мужчина и 42 женщины). Среди 341 трудоспособных неактивных граждан 164 были учениками либо студентами, 115 — пенсионерами, а ещё 62 — были неактивны в силу других причин.
На протяжении 2010 года в коммуне числилось 644 облагаемых налогом домохозяйства, в которых проживало 1595,5 человек. При этом медиана доходов составила 21 тысяча 497 евро на одного налогоплательщика.